# Idiodes pectinata
Idiodes pectinata là một loài bướm đêm trong họ Geometridae.